# A Gentil Carioca
A Gentil Carioca é uma galeria de arte contemporânea fundada em 6 de setembro de 2003 por 3 artistas — Márcio Botner, Ernesto Neto & Laura Lima — iniciativa que a torna única no Brasil. A direção fica a cargo de Márcio Botner e Elsa Ravazzolo Botner, que também é sócia. Tem como maior objetivo fazer-se um lugar para pensar, produzir, experimentar, celebrar e comercializar arte.

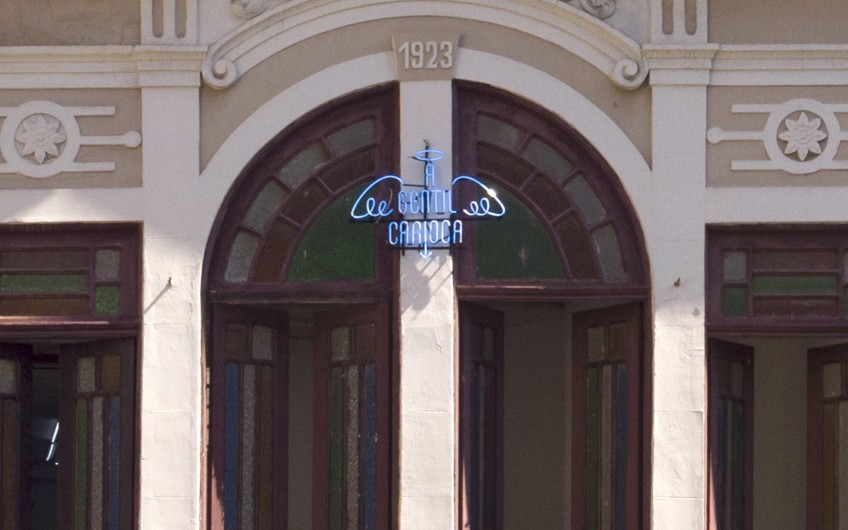
Fachada 11 A Gentil Carioca Rio de Janeiro

A galeria está localizada no Centro Histórico do Rio de Janeiro, especificamente na região do Saara. Fundada no século passado por imigrantes árabes e judeus, essa área abriga o maior mercado aberto da América Latina. No Saara, é possível encontrar todo tipo de bugigangas e especiarias, atraindo artistas e curiosos. A Gentil Carioca está situada em dois sobrados dos anos 1920, unidos por uma encruzilhada.

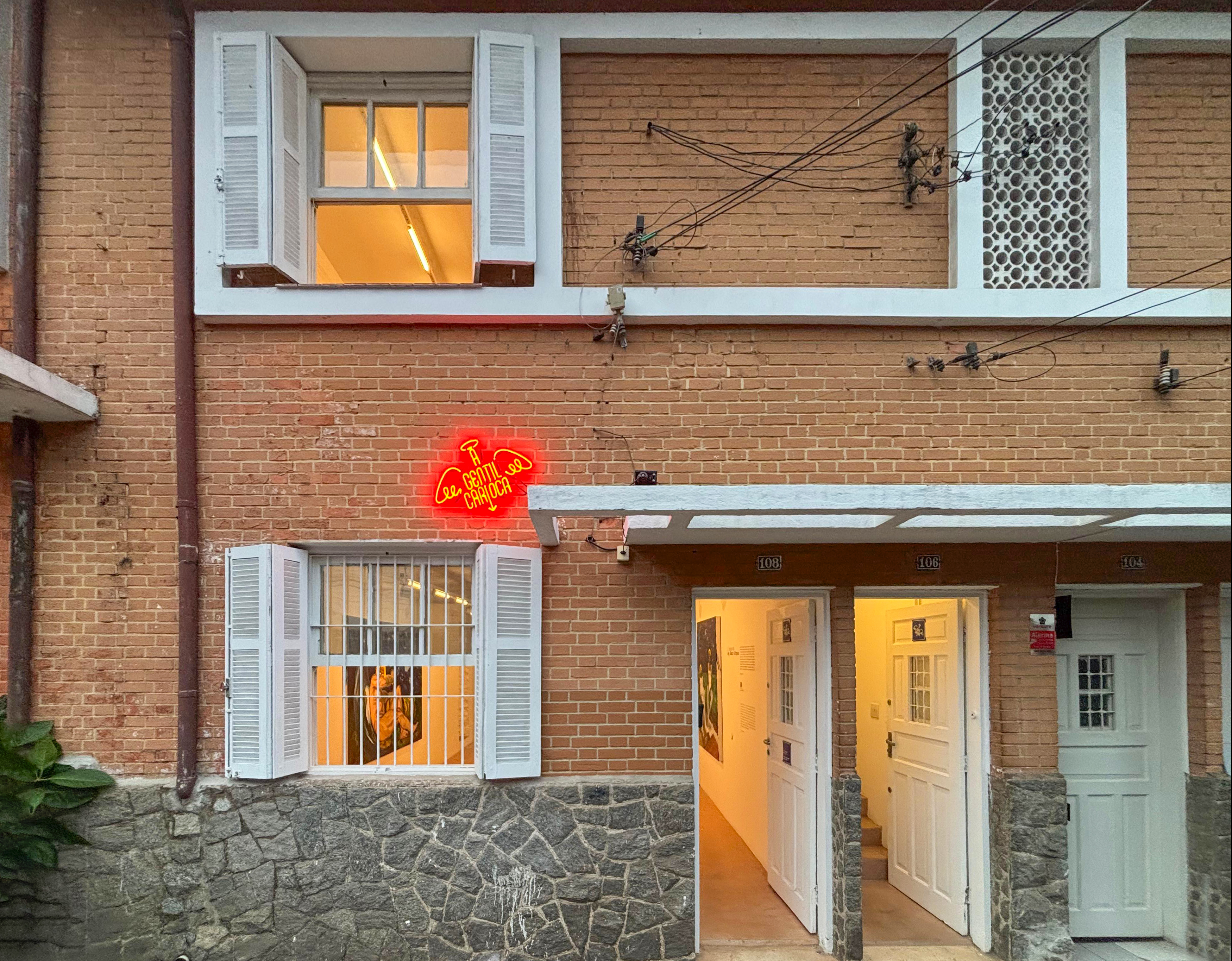
Fachada A Gentil Carioca São Paulo

Em 2021, ao completar 18 anos de existência, A Gentil Carioca inaugurou um novo espaço expositivo na Zona Central de São Paulo. Situado em um charmoso casario no bairro de Higienópolis, o local reflete o desejo de proporcionar aos artistas trocas ativas em uma cidade multicultural e global.

Hoje a galeria tem em seu time 25 artistas representados: Agrade Camíz, Aleta Valente, Ana Linnemann, Ana Silva, Arjan Martins, O Bastardo, Cabelo, Denilson Baniwa, Jarbas Lopes, João Modé, José Bento, Kelton Campos Fausto, Laura Lima, Marcela Cantuária, Maria Laet, Maria Nepomuceno, Miguel Afa, Novíssimo Edgar, OPAVIVARÁ!, Renata Lucas, Rodrigo Torres, Rose Afefé, Sallisa Rosa, Vinicius Gerheim e Vivian Caccuri